# Capilla de la Virgen de los Dolores (Nieves)
La capilla de la Virgen de los Dolores es una pequeña capilla española situada en el pueblo de las Nieves, dentro del concejo de Caso en Asturias.
Fundada en 1716 se trata de un pequeño edificio barroco rural de planta cuadrada construido en piedra. La puerta de entrada presenta un arco de medio punto coronado por una ventana arqueada.
En el interior presenta solo una nave que se remata en el lado opuesto por el altar y una ventana con hornacina. Son destacables del interior las representaciones pictóricas de los evangelistas, el Viacrucis y los arcángeles, flanqueadas por motivos geométricos y vegetales.